# 王仲荦
王仲荦（1913年11月9日—1986年6月4日），原名牛，后改名元崇，字仲荦，浙江省余姚市人，生于上海，中国历史学家，魏晋南北朝和隋唐史权威，晚年致力于敦煌学和中国古代物价的研究。他是中国史学界魏晋封建论的代表人物。

## 生平
王仲荦1913年11月9日生于上海。1930年至1936年间，师从章太炎学习国学。1935年，毕业于上海正风文学院。抗战爆发，1938年，他从浙江老家回到被日军占领的上海，和章太炎夫人汤国梨在上海创立了太炎文学院，任教授兼院长室秘书主任。1940年，南京汪精衛政權成立，太炎文学院宣布解散，就此离开上海。1940年底，抵达昆明，任云贵监察使李印泉的秘书。1942年，前往后方重庆中央大学中文系任教，历任讲师、副教授。抗日战争胜利以后，中央大学迁回南京，王仲荦亦赴南京任教，他支持学生运动，中央大学当局对此甚为不满，于1947年將之解聘後，北上至青岛的国立山东大学任教。1948年，升为教授。曾任国立山东大学历史系主任，国立山东大学校学术委员会副主任委员，国立山东大学古籍研究所副所长。
1951年，与山东大学郑宜秀结婚。

## 著述
王仲荦著有多部重要著作：
- 《魏晋南北朝史》
- 《隋唐五代史》
- 《关于中国奴隶社会的瓦解及封建关系的形成问题》
- 《北周六典》
- 《北周地理志》
- 《西崑酬唱集注》
- 《敦煌石室地志考释》

其中《北周六典》旁征博引，内容极其丰富广博。《魏晋南北朝史》和《隋唐五代史》两部断代史均为经典之作，曾于1988年荣获中国国家教委高等教育优秀教材奖。
王仲荦曾参加点校二十四史，并负责对《宋书》、《南齐书》和《南史》点校定稿工作。